# حسينات (بحارة أولاد عياد)
حسينات هي إحدى مشيخات المملكة المغربية، تتبع جغرافيا لإقليم القنيطرة وإداريًا لبحارة أولاد عياد. يقدر عدد سكانها بـ 8715 نسمة حسب الإحصاء الرسمي للسكان والسكنى لسنة 2004.